# Plateau de Volubilis
Le plateau de Volubilis (en arabe : هضبة وليلي ; en berbère : azɣar n Walili) est un plateau situé près du site archéologique la ville antique de Volubilis dans la plaine du Saïss au Nord du Maroc, près de l'oued Rhoumane, rivière de la banlieue de Meknès.
Le plateau de Volubilis est situé au pied du Djebel Zerhoun.
Par l’ouest, l’ensemble du plateau de Volubilis et de la voie de passage de l’Oued Rdom fut historiquement contrôlé par le camp de Sidi Moussa bou Fri au sommet du djebel Kefs, dont la position a été stratégiquement choisie afin de justement avoir un contrôle sur le plateau.
L'oued Khoumane passe par le plateau.
Sur le point culminant du plateau de Volubilis se trouvent les ruines d'un grand édifice identifié comme une probable basilique, situé à 100 pas environ de l'arc de Caracalla, et qui forment une sorte de terre-plein sur le site.
Une route débouche du plateau de Volubilis dans la plaine du Sbou à Tanger.

## Géologie
Les sols du plateau de Volubilis sont riches en alluvions, limons, argile, autres dépôts quaternaires anciens, moellons.
Le plateau de Volubilis contient des conglomérats et des grès ondulés qui caractérisent le Tortonien, le plus récent en dehors du Quertnaire dans la zone prérifaine. Ceci permet de démontrer que le grand mouvement de translation des charriages s'est accompli lors de l'Helvétien.

## Histoire
Le plateau de Volubilis fut peuplé de Berbères divisés en tribus et confédérations libyques, avant de devenir un lieu de peuplade pour les Puniques et les Carthaginois puis les Romains.
Les sols riches du plateau de Volubilis et des vallées des oueds permettaient dans l'ancien temps de fournir des récoltes très abondantes utiles au ravitaillement des Volubilitains.
La fertilité des sols du plateau de Volubilis a permis la culture d'oliviers dans la région, qui a disposé de nombreux oliveraies et huileries.

## Vestiges
Dans le plateau de Volubilis se trouve la ville antique romaine et punico-berbère de Volubilis.
Le plateau de Volubilis contient deux monuments-édifices importants qui sont les derniers encore debout.
Au Sud du plateau se trouve un pont qui reliait à Volubilis un faubourg considérable. Un autre faubourg semble avoir existé à l'Ouest du plateau.